# محمدآباد (قهاب جنوبی، شرق)
محمدآباد روستایی در دهستان قهاب جنوبی بخش مرکزی شهرستان اصفهان استان اصفهان ایران است.

## جمعیت
بر پایه سرشماری عمومی نفوس و مسکن در سال ۱۳۹۵ جمعیت این روستا ۲۰۵ نفر (۶۳خانوار) بوده‌است.